# Лаос на летних Олимпийских играх 1988
Лаос принимал участие в Летних Олимпийских играх 1988 года в Сеуле (Корея) во второй раз за свою историю, пропустив Летние Олимпийские игры 1984 года, но не завоевал ни одной медали. Сборную страны представляло трое спортсменов, в том числе одна женщина.